# Сан-Мигель (Мадрид)
Базилика Святого Михаила (исп. Basílica Pontificia de San Miguel) — памятник зрелого стиля барокко в испанской столице Мадрид.
Эта католическая церковь имеет статус малой базилики. Поскольку она непосредственно подчиняется папе римскому, то относится к папским базиликам.
Строительство началось в 1739 году на месте приходской церкви святых Юстуса и Пастора. Строительство было завершено в 1745 году.
На фасаде изображены аллегорические статуи Любви, Веры, Надежды и Силы работы скульпторов Роберто Мишеля и Николаса Карисана. Карисана на фасаде изобразил страдания раннехристианских мучеников Юстуса и Пастора. Бартоломео Руска в 1745 г. украсил купол фресковой живописью.
Итальянский композитор Луиджи Боккерини, который умер в Мадриде, был похоронен в этой церкви. В 1927 г. Бенито Муссолини приказал перевезти его останки в церковь Сан-Франческо в городе Лукка.